# فيكتور إميليو راميريز
فيكتور إميليو راميريز (بالإسبانية: Víctor Emilio Ramírez)‏ (30 مارس 1984 ببوينس آيرس في الأرجنتين - ) هو ملاكم أرجنتيني.

## إحصائيات
خاض خلال مسيرته 28 نزالا، فاز في 22 وتعادل في 1 وخسر في 4. فاز بالضربة القاضية في 17 نزالا.

## روابط خارجية
- فيكتور إميليو راميريز على موقع بوكس ريك (الإنجليزية) (registration required)